# 涂山县
涂山县，中国古县名。
隋朝开皇初年，改马头县置，治所在今安徽省怀远县东南，属钟离郡。唐朝武德七年（624年）废，一说武德四年（621年）废。 